# Let Me Stand Alone
Let Me Stand Alone er en bog, der indeholder tekster, herunder dagbøger og breve skrevet af Rachel Corrie. Bogen blev udgivet af W. W. Norton & Company i 2008. Corrie blev dræbt i 2003 af en israelsk pansret bulldozer, mens hun forsøgte at beskytte et palæstinensisk hjem mod ulovlig nedrivning. Bogen handler om, hvordan en ung pige rejser fra en privilegeret tilværelse i Olympia, Washington til Gaza, men har et bredere fokus på tidløse spørgsmål som, hvordan unge kan finde deres plads i verden, hvordan ens handlinger påvirker andre, og hvad man skylder menneskeheden. Corries dagbøger "åbner et vindue til modningen af en ung kvinde, der forsøger at gøre verden til et bedre sted at leve".